# Ruházat

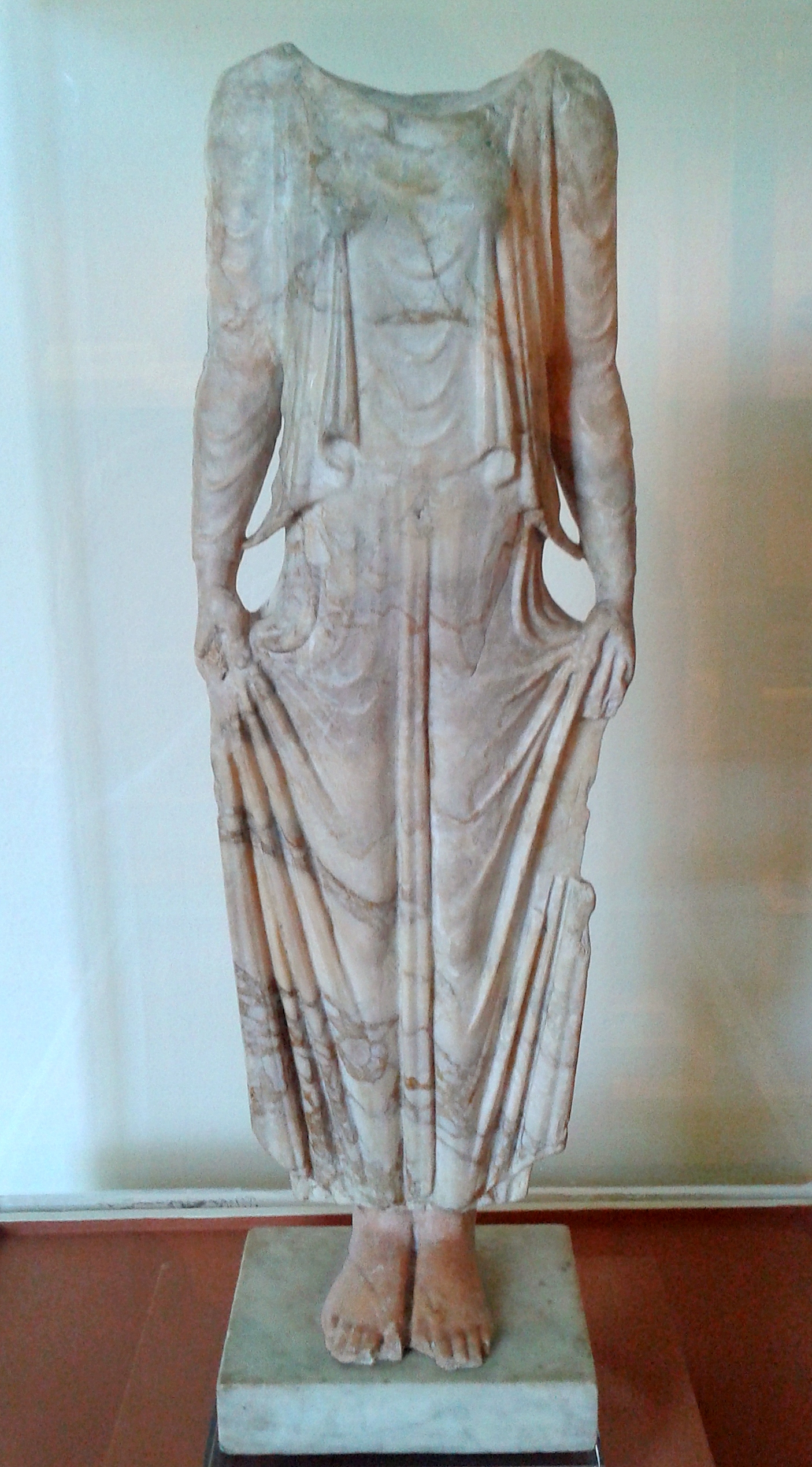
Ógörög ruházat

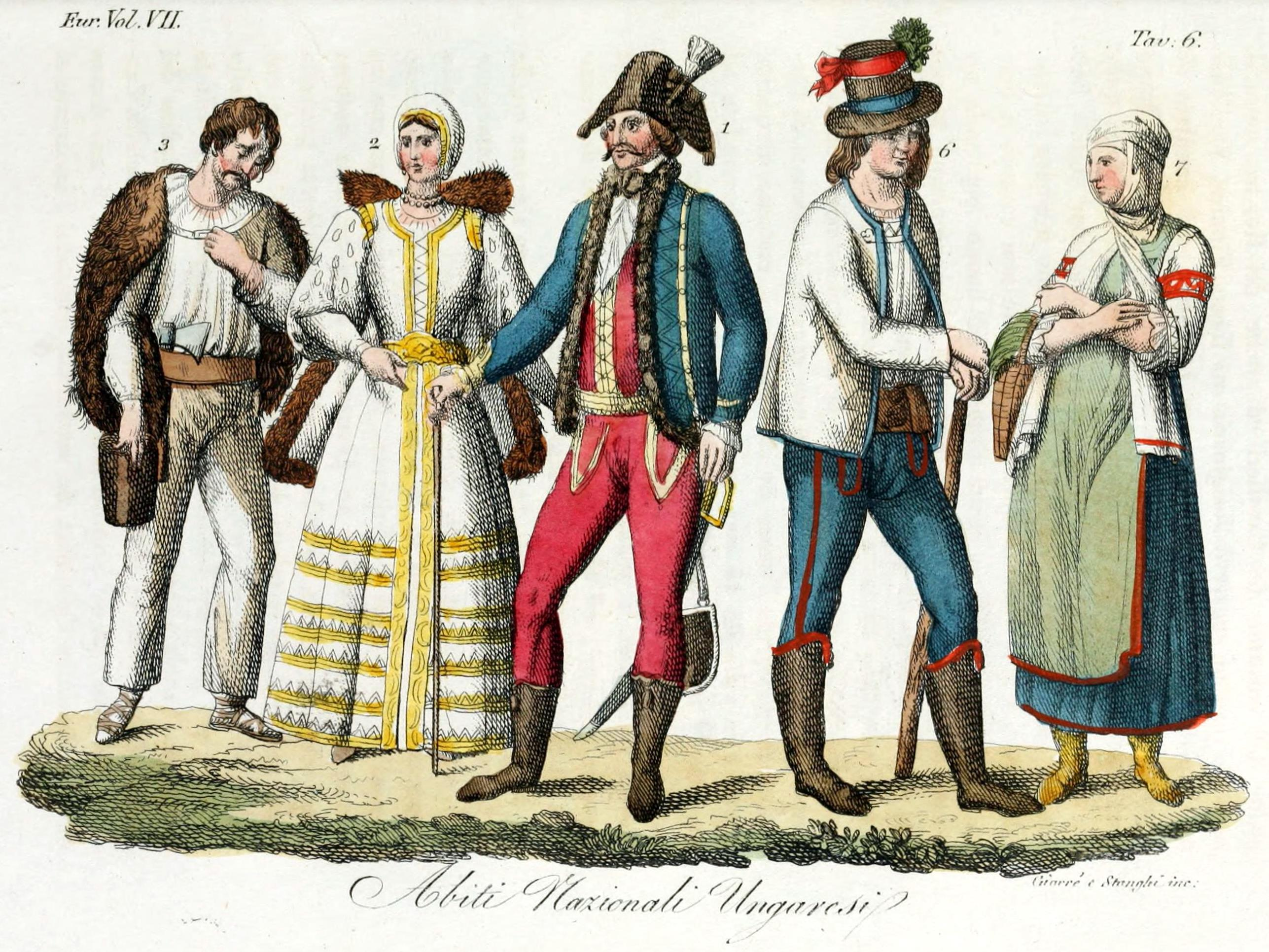
19. századi magyar ruhaviseletek

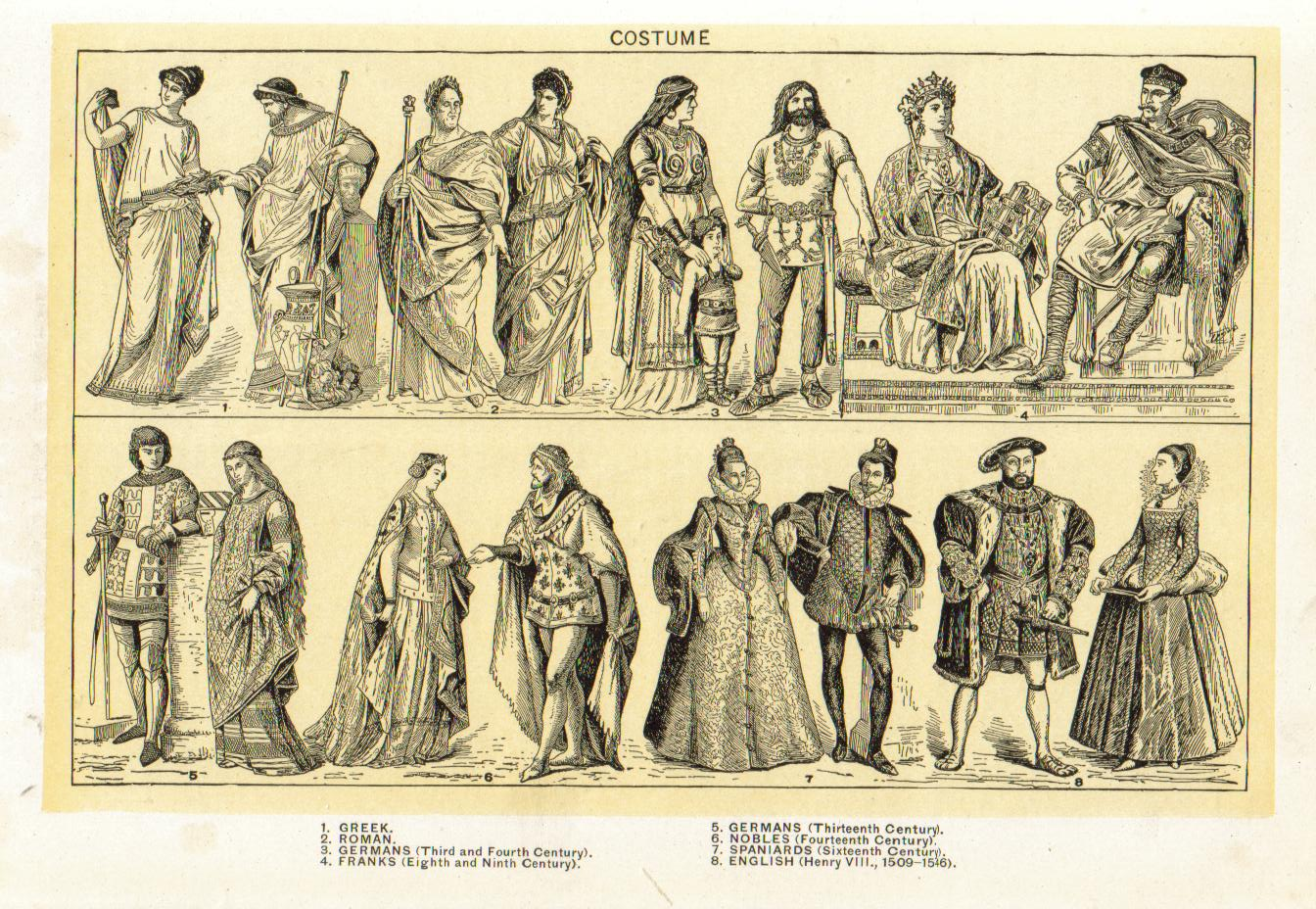
Különböző korok és népek ruhái

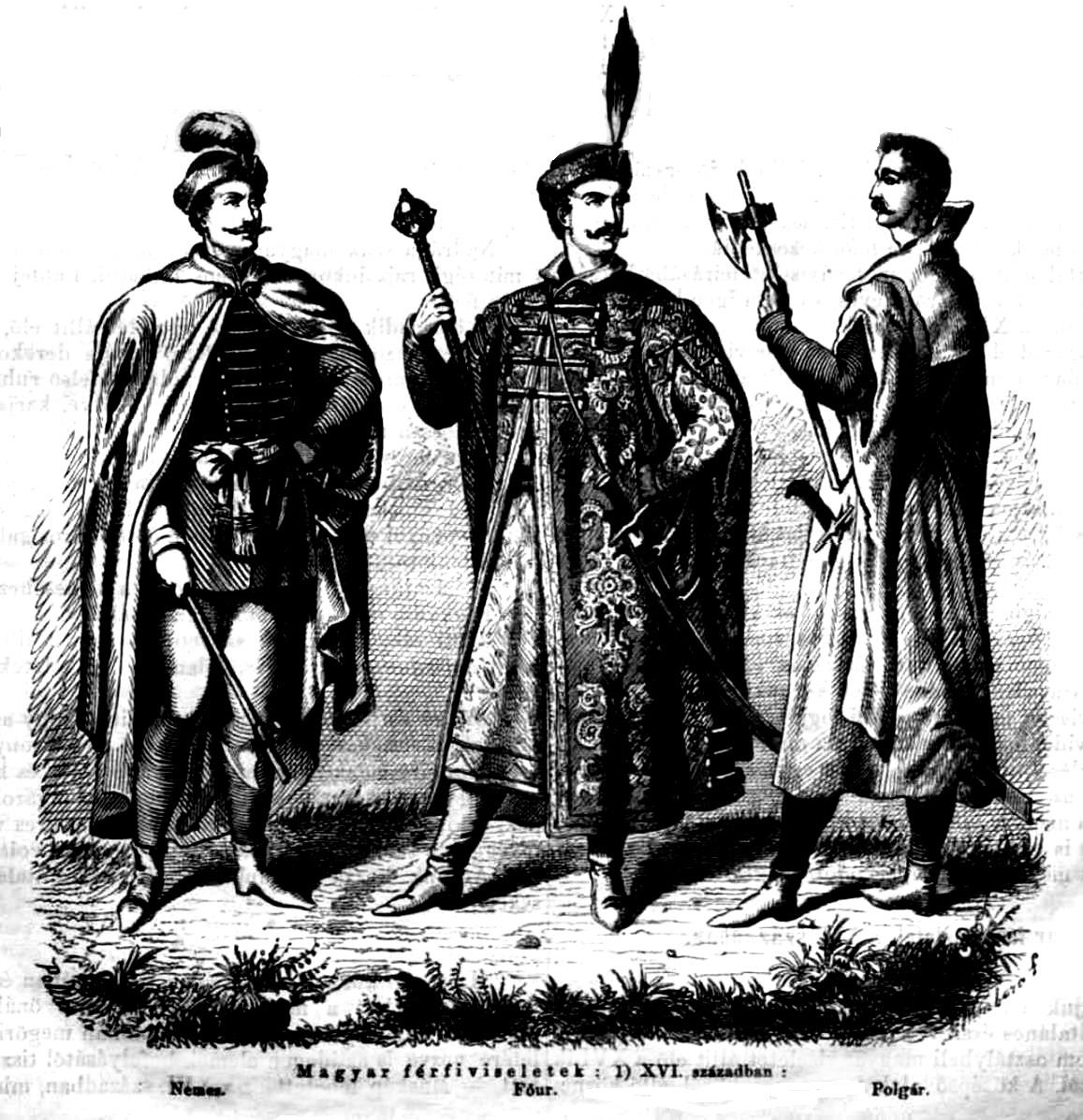
Magyar férfiviseletek a XVI. században

A ruházat azoknak az anyagoknak (elsősorban textíliáknak, vagy bőröknek) az összefoglaló neve, amiket az ember magára ölt. Éppúgy szolgálja a külső hatásoktól való védelmet, mint a kommunikációt. Több-kevesebb kompromisszummal alkalmazkodik az időjáráshoz, a közösség kultúrájához, a divathoz és az egyén szükségleteihez.
Az ékszereket, és szűkebb értelemben a kiegészítőket nem számítják a ruhadarabok közé.
A ruhatetűk génanalízise szerint az ember 75 ezer éve visel ruhát.

## Szerepe
A ruházat véd az időjárás viszontagságától: a kihűléstől, a túlhevüléstől, a széltől és a napégéstől, miközben hagyja, hogy az izzadság szabadon távozzon. A védőöltözetek további hatásoktól is védenek. Ilyenek a golyóálló mellény, a hővédelmi ruha, a vegyvédelmi ruha, vagy a lovagi páncélzat. Ez a szerep azonban gyakran háttérbe szorul a többi funkció mellett.
A ruházat kommunikációs eszközként is működik. Ennek egy egyszerű módja egy feltűnő jelzés: például az útépítő munkások neonszínű mellénye megakadályozza, hogy a munkás észrevétlen maradjon, és baleset áldozata legyen.
A ruházat gyakran a különböző csoportokhoz való tartozást jelöli. A legegyszerűbb esetben semmit sem mond a csoportról, csupán a megkülönböztetést szolgálja, mint például a sportban a mezek. Máskor társadalmi szerepet, vagy foglalkozást jelöl. A legösszetettebb példát a katonai egyenruhák adják: megkülönböztetik az egyes fegyvernemeket és a tiszti rangokat is.
Továbbá kifejezheti az egyén ízlésvilágát, hangulatát, egyéniségét. A színek és a formák alapanyagot nyújtanak az esztétikai, ironikus kísérletezéshez, játékhoz. A ruhák lehetnek élvezeti cikkek, nyújthatnak érzéki élményt, lehetnek játékszerek. Ez függ az alapanyagtól, a színektől, és a formáktól.

## Jelentése
Az egyes ember életében betöltött szerepe függ az egyéntől, de annak társadalmi környezetétől, annak elvárásaitól is. Egy ruhadarab az egyik ember számára lényegtelen csekélység, vagy praktikus viselet, egy másik számára életének egy fontos része.
Az is különféle lehet, ahogy az adott ruhadarab kifejezi az adott jelentést. Emögött nagyon különböző motívumok rejtőzhetnek: élvezet, praktikus szempontok, beilleszkedés vagy lázadás, életstílus, szociális státus, vagy éppen az aktuális hangulat kifejezése.

## Kommunikáció
Mióta az ember ruhát visel, azóta használja arra, hogy kifejezze hovatartozását:
- törzs – törzsi viselet
- nemzetiség – népviselet, például magyar népviselet, vagy az ókori rómaiaknál a tóga és tunika
- vallás, például muszlim nőknél a fejkendő, csador, vagy burka
- foglalkozás – a védelmi- és rendvédelmi erőknek, valamint egyes szakmáknak egyenruhájuk van
- egyesület
- hangulat, például gyász

Továbbá jelezheti a kort, a nemet, a társadalmi osztályt, kasztot, vagy az iparosodott országokban a szubkultúrát.

## Hasonló fogalmak
Ha öltözködésről van szó, más tárgyak is szóba kerülnek:
- kiegészítők
- ékszerek
- ruhaanyagok
- viselet
- divat

## Csoportosítás
A ruhadarabok többféleképpen is csoportosíthatók:
- alapanyagok: bőr, prém, nemez, kötött, szövött alapanyag
- viselés helye: alsónemű vagy felsőruha
- formák: ez adja meg, milyen ruhadarabról van szó
- hozzá társuló kiegészítők, ékszerek
- a viselő kora és neme
- történelmi korszak vagy divatkorszakok
- társadalmi funkció
- állapot: jó állapotban, vagy lerongyolódva
- márka

## Ismertetőjelek
A ruhadarabok kiválasztását és gondozását megkönnyítendő a gyárilag készült darabokat ellátják néhány megkülönböztető jellel:
- méret
- anyagösszetétel
- kezelési jelképek
- márka

## Veszélyek
Az emberek a szépségideál érdekében az egészségüket is hajlandók kockára tenni. A divat sem mindig szolgálja az egészségmegőrzést. A túl szűk, vagy túl szoros ruhák elszoríthatják a vérkeringést, nyomhatják az idegszálakat, vagy a lágy szerveket; akadályozhatják a légzést és a hőszabályozást. A textilfestékek mérgezőek, vagy allergének lehetnek.